# Schenkelia gertschi
Schenkelia gertschi là một loài nhện trong họ Salticidae.
Loài này thuộc chi Schenkelia. Schenkelia gertschi được Lucien Berland & Millot miêu tả năm 1941.